# Георгіївська церква (Касперівці)
Гео́ргіївська це́рква в Касперівцях — парафія і храм Заліщицького благочиння Тернопільської єпархії Православної церкви України в селі Касперівцях Чортківського району Тернопільської области. Пам'ятка української культово-оборонної архітектури XVI століття національного значення.

## Історія церкви
Храм збудовано в 1619—1650 роках з мурованим престолом, в який вставлено плиту з написом «1650 р.». У радянські часи приміщення святині використовували під музей.

## Архітектура
Кам'яна, оборонного типу. У давнину над притвором була двохярусна оборонна башта, від якої залишився тільки нижній ярус, увінчаний зовні декоративним заломним четвериком. Абсида з низькою прибудовою укріплена трьома контрфорсами. Споруду накрито двохскатним дахом. Притвор без вікон, в інтер'єрі об'єднаний з нефом високою аркою. Первісні перекриття не збереглися, замінені дерев'яними сегментними склепіннями в нефі та абсиді.
Під час новітньої реконструкції гонтовий дах замінено бляшаним, що суттєво спотворило зовнішній вигляд пам'ятки.

## Парохи
- о. Володимир П'єцух (з березня 1992).